# Rhaphium aldrichi
Rhaphium aldrichi är en tvåvingeart som först beskrevs av Van Duzee 1922.  Rhaphium aldrichi ingår i släktet Rhaphium och familjen styltflugor.
Artens utbredningsområde är Alaska. Inga underarter finns listade i Catalogue of Life.